# Bjärbystenen
Bjärbystenen med signum Öl 36, är en runsten i Runstens socken på Öland. Stenen låg tidigare intill Bjärby bro innan den åter restes öster om landsvägen. 
Texten säger att Fastulv har fått sin grav inne i kyrkan. Detta var säkert, såväl då som senare, en mycket hedrande viloplats. Runstenen till minne av den döde restes därefter i hembyn. Den avbildades 1634 av Johannes Haquini Rhezelius. 

## Inskriften

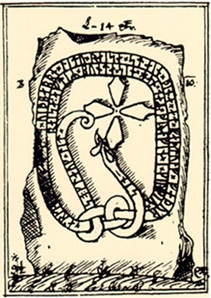
Teckning av Johannes Haquini Rhezelius från 1634

Translitterering av runraden:
× (h)[e]rfri[þ- ...-] × uiþbiurn × litu × raisa × stain × þina × at × fastulf × faþur sin ×× siklaug × lit × raisa aftiR : bunta × sin × han × iaR × krafin × i × kirikiu ×
Normalisering till runsvenska:
Hærfrið[r]/Hærfreð[r] [ok] Viðbiorn letu ræisa stæin þenna at Fastulf, faður sinn. Siglaug let ræisa æftiR bonda sinn. Hann iaR grafinn i kirkiu.
Översättning till nusvenska:
Härfrid och Vidbjörn läto resa sten efter Fastulf, sin fader. Siglaug lät resa efter sin make. Han är begrafven i kyrkan.